# ハッピーエンド (back numberの曲)
「ハッピーエンド」は、back numberの16枚目のシングル。

## 解説
- 15thシングル「僕の名前を」から約6か月ぶりのリリース。
- 初回盤と通常盤の2形態での発売。
- 初回盤は、「ハッピーエンド」のMV、メイキング映像に加え、「ツアー 2016 “ミラーボールとシャンデリア”」の幕張メッセ公演ダイジェスト映像を収録したDVD付。
- 仮タイトルは、「回転する」だった。
- MVには唐田えりかが出演。

## 収録曲
- 全作詞作曲：清水依与吏、編曲：back number（特記除く）
- ベストアルバム『アンコール』収録(#1)

1. ハッピーエンド（編曲：back number & 小林武史）
  - 映画『ぼくは明日、昨日のきみとデートする』主題歌[3]
2. 君の恋人になったら
3. 魔女と僕
4. ハッピーエンド (instrumental)
5. 君の恋人になったら (instrumental)
6. 魔女と僕 (instrumental)

## 初回盤特典DVD収録内容
1. 「ハッピーエンド」music video
2. 「ハッピーエンド」making of studio recording & music video & photo session
3. 「ツアー 2016 “ミラーボールとシャンデリア”」幕張メッセ公演ダイジェスト映像